# قبر فضه
قبر فضه (به عربی: قبر فضة) یک روستا در سوریه است که در ناحیه قلعه المضیق واقع شده‌است. قبر فضه ۱٬۴۹۰ نفر جمعیت دارد.